# 미노구치 유스케
미노구치 유스케(일본어: 簔口 祐介, 1965년 8월 23일 ~ )는 일본의 전 축구 선수이다.

## 국가대표팀 경력
그는 1988년 AFC 아시안컵에 참가할 일본 국가대표 B팀에 발탁되었다.